# Insurrection djihadiste au Burkina Faso
Guerre du Sahel
Batailles
- Samorogouan
- Intangom
- Nassoumbou
- Ariel
- 1re Inata
- Loroni
- Gorom-Gorom
- Koutougou
- Arbinda
- Hallalé
- Markoye
- Dounkoun
- Boukouma
- 2e Inata
- Titao
- Opération Laabingol
- Namissiguima
- Madjoari
- Bourzanga
- Seytenga
- Gaskindé
- Tin-Ediar
- Tin-Akoff
- Aoréma
- Ougarou
- Namsiguia
- Noaka
- Koumbri
- 1re Djibo
- Tawori
- Mansila
- Nassougou
- Diapaga
- 2e Djibo

Massacres
- Yirgou
- Solhan
- Karma
- Komsilga, Nodin et Soroe
- Bibgou et Soualimou
- Barsalogho
- Solenzo

Attentats
- 1er Ouagadougou
- 2e Ouagadougou
- 3e Ouagadougou

L'insurrection djihadiste au Burkina Faso est un conflit armé opposant à partir de 2015 le gouvernement burkinabé à des groupes salafistes djihadistes. Elle se déroule dans le cadre de la guerre du Sahel.
Les premières attaques sont commises à l'été 2015 par le groupe Ansar Dine, actif au Mali. Fin 2016, le groupe Ansarul Islam est formé au nord du Burkina Faso. Ces deux organisations se fondent par la suite dans le Groupe de soutien à l'islam et aux musulmans (GSIM), affilié à al-Qaïda, qui étend progressivement sa zone d'influence dans le nord, l'ouest et l'est du pays. L'État islamique dans le Grand Sahara (EIGS), affilié à l'organisation État islamique, revendique quant à lui ses premières attaques en septembre 2016 et établit sa zone d'action dans l'extrême nord du pays, près de la frontière avec le Niger. Pendant près de quatre ans le GSIM et l'EIGS coexistent pacifiquement, mais ils finissent par entrer en conflit ouvert au début de l'année 2020.
La montée en puissance des groupes djihadistes provoque une instabilité du pouvoir et plusieurs coups d'État. Ainsi, le président démocratiquement élu Roch Marc Christian Kaboré est arrêté et destitué en janvier 2022 par le lieutenant-colonel Paul-Henri Sandaogo Damiba, qui est lui-même renversé en septembre 2022 par le capitaine Ibrahim Traoré.
Entre 2015 et 2023, l'État burkinabé bénéficie du soutien de la France, alors engagée dans l'opération Barkhane, mais celle-ci se retire à la demande de la junte, dans un contexte de fort sentiment anti-français. En 2024, la Russie intervient dans le pays en engageant l'Africa Corps, constituée de mercenaires issus de l'ex-Groupe Wagner.
De 2015 à 2024, les violences font au moins 20 000 morts, avec notamment de nombreux massacres et crimes de guerre, commis tant par les forces armées burkinabées que par les groupes djihadistes.

## Prélude

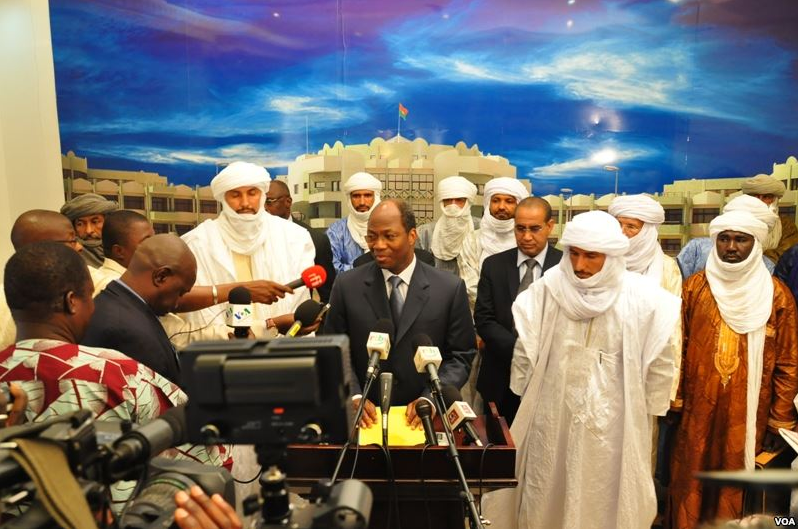
Les délégués d'Ansar Dine et du MNLA à Ouagadougou le 16 novembre 2012, avec notamment : Alghabass Ag Intalla, le représentant d'Ansar Dine ; Djibrill Bassolé, le ministre des affaires étrangères du Burkina Faso ; et Bilal Ag Acherif, le secrétaire général du MNLA.

Au pouvoir depuis 1987, le président du Burkina Faso, Blaise Compaoré, cherche à ménager les groupes djihadistes lorsque ces derniers atteignent la région sahélienne,,. Le conseiller du président burkinabé, le Mauritanien Moustapha Ould Limam Chafi, et son chef d’état-major particulier, le général Gilbert Diendéré, nouent des contacts avec certains chefs djihadistes, notamment pour négocier la libération d’otages occidentaux,. Fin 2012, lors de la guerre du Mali, le Burkina Faso fait office de médiateur et accueille des délégations d'Ansar Dine et du MNLA à Ouagadougou afin de négocier avec le gouvernement malien,. En 2013, le pays intervient au Mali au sein de la MISMA, puis de la MINUSMA. Mais en novembre 2014, Blaise Compaoré est renversé par un soulèvement populaire, avec pour conséquences un affaiblissement de l'armée et de l'appareil sécuritaire,.

## Déroulement

### 2015-2016

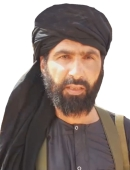
Adnane Abou Walid al-Sahraoui, chef de l'État islamique dans le Grand Sahara.

En 2015, le Burkina Faso commence à son tour à être la cible d'attaques djihadistes. Le 23 août 2015, un gendarme est mortellement blessé dans une attaque menée contre le poste de Oursi par trois hommes armés, qui selon un témoin se réclamaient de Boko Haram,. Il s'agit de la première attaque djihadiste menée contre un poste des services de sécurité burkinabés près de la frontière avec le Niger et le Mali. Mais d'autres suivent : entre août 2015 et octobre 2016, sept postes sont attaqués au nord et à l'ouest de Burkina Faso. Ces attaques, parfois revendiquées par des groupes djihadistes, font quinze morts et plus de onze blessés,. Ainsi le 9 octobre 2015, trois gendarmes, un djihadiste et un civil sont tués lors d'un affrontement à Samorogouan,. Le 31 mai 2016, trois policiers sont abattus à Intangom,. Le soir du 1er septembre 2016, un petit groupe de deux ou quatre djihadistes attaquent un poste de douane à Markoye, tuant un douanier et un civil et faisant trois blessés. Deux jours plus tard, Adnane Abou Walid Al-Sahraoui revendique l'attaque, la première depuis son allégeance à l'État islamique,,. Le 12 octobre 2016, quatre militaires sont tués, ainsi que deux civils, dans une nouvelle attaque à Intangom, revendiquée également par l'État islamique,,.
La capitale Ouagadougou est également frappée par un attentat le 15 janvier 2016, lorsqu'un commando de trois hommes armés ouvre de feu sur des civils occidentaux dans un bar-restaurant et un hôtel. L'attaque fait 30 morts et est revendiquée par Al-Qaïda au Maghreb islamique (AQMI) et attribuée à la katiba Al-Mourabitoune,.

### 2017

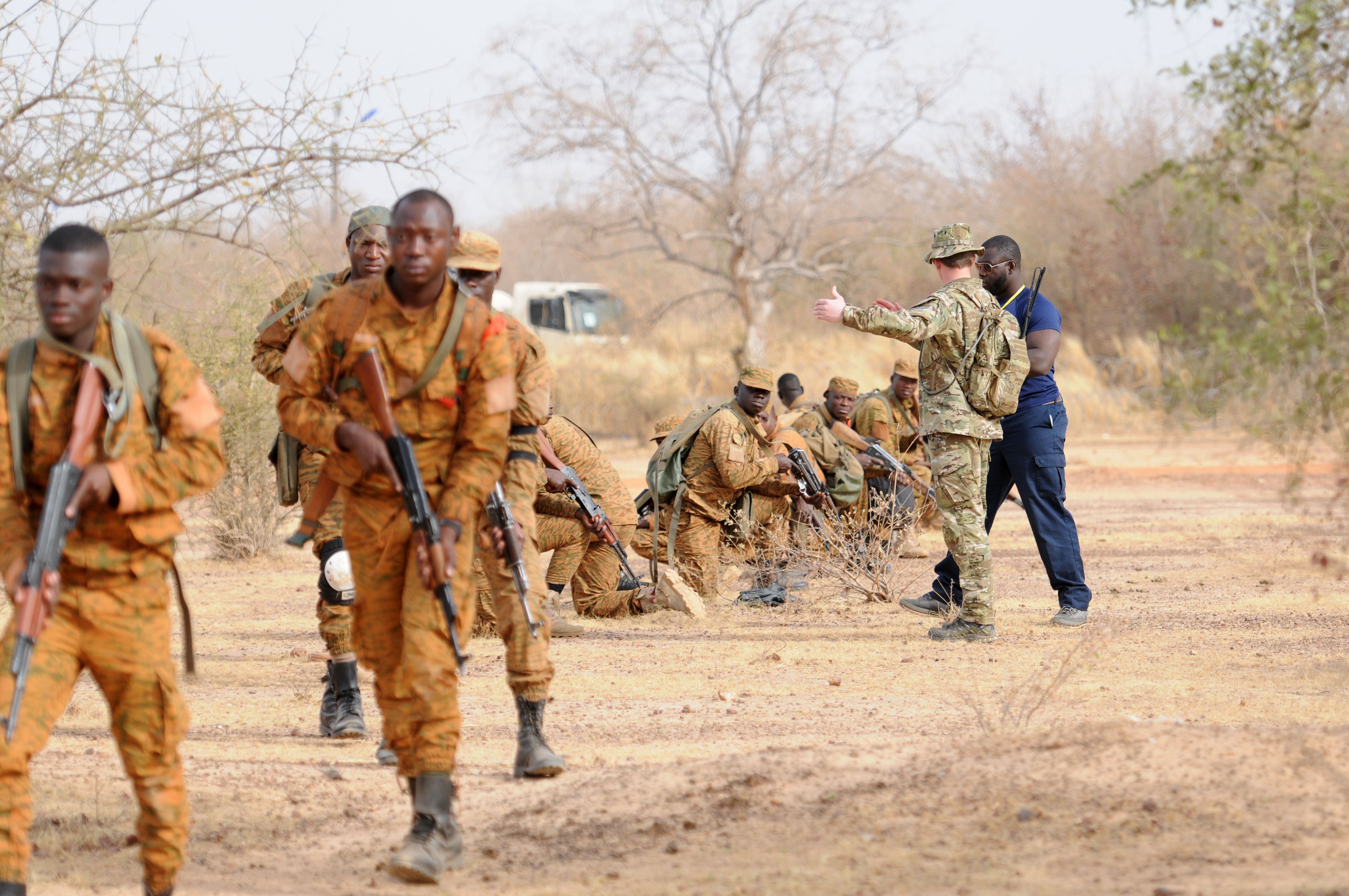
Militaires burkinabés à l'entraînement aux côtés des forces spéciales américaines au camp Bila Zagré, à Kamboincé, au nord de Ouagadougou, le 28 février 2017.

Fin 2016, le nombre des attaques djihadistes augmente avec la formation d'un nouveau mouvement : Ansarul Islam, dirigé par l'imam Ibrahim Malam Dicko,,,,. Le groupe est actif dans les territoires frontaliers séparant le Mali et le Burkina Faso et particulièrement dans la province du Soum, au Burkina,. Le 16 décembre 2016, le groupe Ansarul Islam mène l'attaque de Nassoumbou au cours de laquelle douze soldats de l'armée burkinabée sont tués. Le 1er janvier 2017, il assassine un imam de la localité de Tongomayel, ancien membre d'Ansarul Islam qui avait pris ses distances avec le groupe. Le 3 mars, un enseignant est assassiné dans le village de Kourfayel, dans la province du Soum. Le 20 mars, un militaire est légèrement blessé par le tir d'une roquette à Nassoumbou. Le 22 mars, un chef d'Ansarul Islam, Harouna Dicko, est abattu à Pétéga, dans une opération des forces de sécurité. Au total, environ 70 personnes, en grande majorité des militaires, des gendarmes et des policiers, trouvent la mort dans une vingtaine d'attaques. Les djihadistes évitent de cibler les civils, tant qu'ils ne collaborent pas avec les autorités, pour essayer de se concilier les populations.
Entre le 27 mars et le 10 avril 2017, une opération baptisée « Panga » est menée par 1 300 soldats des forces armées maliennes, burkinabées et françaises, dans la forêt de Fhero, à la frontière entre le Mali et le Burkina Faso, considérée comme un sanctuaire des djihadistes d'Ansarul Islam. Le 5 avril, un véhicule léger français saute sur un engin explosif improvisé qui blesse deux hommes, ils sont ensuite secourus par un détachement qui entreprend de fouiller la zone, mais ce dernier est pris à partie et un soldat est tué,,. L'attaque est revendiquée par le Groupe de soutien à l'islam et aux musulmans,. En douze jours de fouilles, deux djihadistes sont tués, huit faits prisonniers, et entre plusieurs dizaines et 200 suspects sont arrêtés,,. Cependant les forces françaises repartent rapidement à l'offensive. Le 29 et 30 avril, elles tuent ou capturent une vingtaine de djihadistes dans les combats de la forêt de Foulsaré. Puis dans la nuit du 30 au 31 mai, l'armée française mène une nouvelle attaque dans la forêt de Serma où une vingtaine de djihadistes trouvent la mort,.
Le 27 mai, à Pétéga, un policier à la retraite est assassiné par deux ou quatre hommes armés, dont l'un est également abattu au cours de son repli,. Dans la nuit du 2 au 3 juin, au moins cinq personnes, dont un couple et leur enfant, sont assassinés dans des attaques ciblées menées dans trois localités de la province du Soum : Pogwol, Pétéga et Kourou Peul. Le 9 juin, des militaires raflent 74 villageois dans la région de Djibo en les accusant de soutenir Ansarul Islam ; plusieurs d'entre-eux sont torturés, deux en meurent. Le 12 juillet, des échanges de tirs ont lieu à Doumbala entre des policiers et sept ou neuf islamistes, mais sans faire de victimes.
Le chef d'Ansarul Islam, Ibrahim Malam Dicko, aurait trouvé la mort en juin 2017. Le groupe annonce alors avoir un nouveau chef, Jafar Dicko. Dans la nuit du 24 au 25 juillet, cinq hommes d'Ansarul Islam sont assassinés dans les villages de Ndidja, Sibé et Neyba, dans la province du Soum ; les autorités burkinabè évoquent alors de possibles règlements de compte au sein du groupe.
La nuit du 14 août 2017, Ouagadougou est frappée par un nouvel attentat : deux hommes armés entrent dans un café-restaurant et assassinent 18 personnes avant d'être à leur tout abattus par les forces d'intervention burkinabè.
Le 17 août, un véhicule de l'armée burkinabè roule sur un engin explosif à Touronata : trois soldats sont tués et deux grièvement blessés ; c'est la première attaque de ce type au Burkina Faso. Le 31 août, un douanier est tué à Djibasso lors d'une attaque contre un poste de gendarmerie. Le 15 septembre, trois hommes, dont un chef de village et un imam, sont abattus par des hommes armés dans la province du Soum. Le 23 septembre, sept soldats sont blessés par l'explosion d'une mine près de Djibo. Le 26 septembre, deux gendarmes sont tués et deux blessés dans une embuscade près de la même ville. Le 9 novembre, l'armée burkinabè remporte un premier succès en neutralisant une dizaine de djihadistes dans le village d'Ariel, près de Nassoumbou. Le 17 novembre, six djihadistes à moto mènent un raid sur le village de Taouremba, où ils incendient une buvette et abattent cinq membres du groupe d'autodéfense Kogl Weogo, ainsi qu'un conseiller municipal.
Les forces armées burkinabè lancent alors une série d'opérations dans le nord du pays à la fin de l'année 2017. Cependant celle-ci s'accompagnent d'exactions, au moins plusieurs dizaines de personnes sont exécutées sommairement et l'ONU recense près de 25 000 déplacés entre décembre 2017 et mai 2018. De 2016 à début 2018, Human Rights Watch fait état d'au moins 33 meurtres et exécutions sommaires présumés, dont dix-neuf commis par les djihadistes et quatorze par les forces de sécurité du Burkina Faso.

### 2018
Le 2 mars 2018, un commando du Groupe de soutien à l'islam et aux musulmans mène une attaque à Ouagadougou contre l'ambassade de France et l'état-major général des armées burkinabè. Huit soldats et huit assaillants sont tués, tandis que 61 soldats et 24 civils sont blessés. Dans la nuit du 21 au 22 mai, les forces spéciales de la gendarmerie burkinabè lancent un assaut contre une cellule dormante djihadiste retranchée dans une villa à Karpala, un quartier au sud-est de Ouagadougou. Trois djihadistes et un gendarme sont tués dans l'opération.
En 2018, les violences au Burkina Faso se poursuivent au Nord mais commencent également à gagner l'est du pays,,. Le soir du 13 juin, trois attaques sont menées par les djihadistes : à Tindangou, contre un poste de contrôle où un policier est tué et contre le commissariat de police et la brigade de gendarmerie de Comin-Yanga, où cette fois un assaillants est abattu. Le 12 août, cinq gendarmes et un civil sont tués par l'explosion d'une mine suivie par une fusillade du site minier de Boungou, à une centaine de kilomètres de Fada N'Gourma,. Dans la nuit du 27 au 28 août, sept à huit autres membres des forces de sécurité sont tués pas un engin explosif près de Pama,,. Le 5 septembre, dans la même région, deux militaires sont tués et six autres blessés par l'explosion d'une mine artisanale près de Kabonga. Dans la nuit du 14 au 15 septembre, des djihadistes pénètrent dans les villages de Diabiga et Kompiembiga, près de Pama, et assassinent neuf personnes, dont un leader religieux,,. Le 23 septembre, à Inata, trois employés d'une mine d'or — un Indien, un Sud-Africain et un Burkinabé — sont enlevés et trois gendarmes sont tués. Le 26 septembre, huit soldats sont tués par l'explosion d'un engin explosif à la sortie d'un pont entre Baraboulé et Djibo. Le 4 octobre, un convoi militaire en partance vers la mine de Foutouri saute sur engin explosif près de Gayéri et six soldats sont tués,,. Puis, dans la nuit du 4 au 5 octobre, une quarantaine de djihadistes attaquent à nouveau des gendarmes près des mines d'Inata, non loin de la ville de Djibo, mais l'aviation française est avertie et neutralise une dizaine d'assaillants. Le 5 octobre, six policiers sont encore tués et cinq blessés par l'explosion d'une mine suivie d'une embuscade près de Sollé,. Le 6 octobre, un militaire est tué et un autre blessé à Pama, également par un IED. Début octobre, l'armée burkinabè lance alors une opération dans les forêts de l'Est, avec le soutien des forces françaises,,. Le 30 novembre, quatre gendarmes et un civil sont à nouveau tués par l'explosion d'une mine près de Boungou, dans le département de Fada N'Gourma,. Le 3 décembre, les gendarmes repoussent une embuscade à Bougui, à dix kilomètres de Fada N'Gourma, et tuent six assaillants contre un blessé dans leurs rangs,. Le 27 décembre, dix gendarmes sont tués dans une embuscade du Groupe de soutien à l'islam et aux musulmans à Loroni.

### 2019

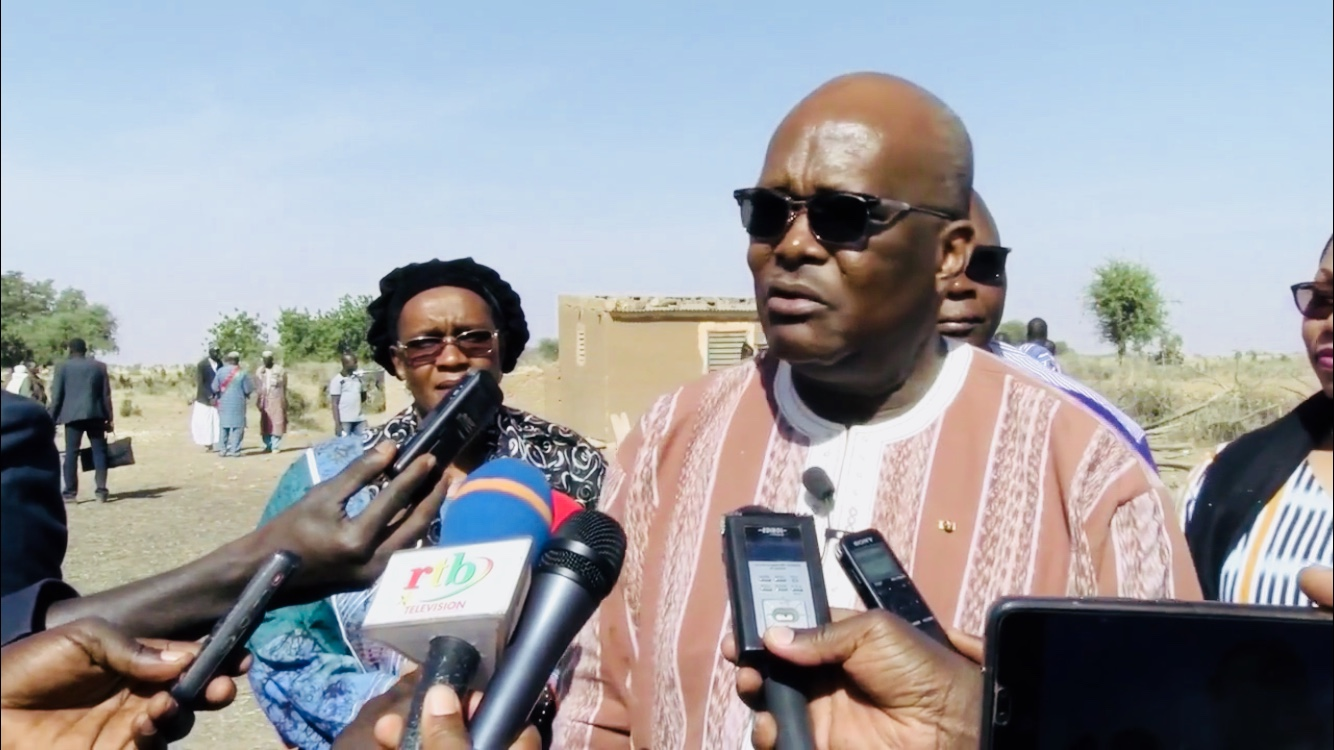
Visite du président Roch Marc Kaboré à Yirgou, le 6 1 2019.

Le 1er janvier 2019, six personnes sont assassinées par des hommes armés dans le village de Yirgou, dans le département Barsalogho et en représailles, les villageois, appartenant à la communauté des Mossis, majoritaire au Burkina Faso, s'en prennent aux éleveurs peuls, accusés de complicité avec les djihadistes, et massacrent au moins 40 membres de cette communauté,. Alors que les violences communautaires prennent de plus en plus d'ampleur au Mali, il s'agit de la première tuerie de ce type au Burkina Faso depuis le début des attaques djihadistes dans ce pays,. Le 10 janvier, un groupe de 36 djihadistes attaque le village de Gasseliki et tue douze civils,. Le 27 janvier, dix civils sont tués par des hommes armés dans le village de Sikiré, près de la ville d'Arbinda. Le 28 janvier, quatre soldats burkinabés sont tués et cinq autres blessés dans une attaque à Nassoumbou. Dans la nuit du 3 au 4 février, des djihadistes attaquent la commune de Kaïn, à 80 kilomètres d'Ouahigouya, et assassinent quatorze civils selon l'armée. Le 4 février, l'armée affirme avoir mené en réponse une opération dans les départements de Kaïn, Banh et Bomborokuy et prétend avoir « neutralisé » 146 terroristes contre seulement quelques blessés légers dans ses rangs. Cependant Human Rights Watch accuse rapidement l'armée d'avoir commis des exécutions sommaires lors de cette opération. Le Mouvement Burkinabé des Droits de l'Homme et des Peuples (MBDHP) affirme même après avoir interrogé des témoins qu'aucune attaque n'a été menée par des terroristes à Kaïn dans la nuit du 3 au 4 février et qu'aucun combat n'a ensuite opposé l'armée aux djihadistes, mais qu'une soixantaine de civils ont été exécutés sommairement par les militaires,. Le 15 février, une attaque djihadiste a lieu pour la première fois dans la région Centre-Est : quatre douaniers burkinabés et un prêtre espagnol sont tués au poste de douane de Nohao, près de la frontière avec le Togo,. Selon Human Rights Watch, au moins 42 personnes accusées de collaborer avec le gouvernement sont assassinées par des djihadistes et au moins 116 hommes, majoritairement peuls, sont exécutés sommairement par des membres des forces de sécurité du Burkina Faso (principalement par un détachement de gendarmes d'Arbinda) entre le milieu de l'année 2018 et février 2019. Du 31 mars au 2 avril, des affrontements communautaires entre Peuls et Kouroumbas — aussi appelés Fulsés — et Mossis et impliquant également des « terroristes » selon le gouvernement burkinabé, font au moins 62 morts dans la commune d'Arbinda,,,,.
Des attaques commencent également à être menées contre les chrétiens. La première survient le 28 avril, lorsque six personnes, dont un pasteur, sont ainsi tuées par un groupe de 10 à 20 hommes armés dans un temple protestant à Silgadji,. Le 12 mai, une église catholique est ciblée à son tour à Dablo par un groupe de 20 à 30 djihadistes qui abattent six personnes, dont un prêtre,. Le 13 mai, une procession catholique est attaquée entre les villages de Kayon et Singa-Rimaïbé, dans le département de Zimtanga, quatre personnes sont assassinées et une statue de la vierge Marie est détruite,,.
Dans la nuit du 9 au 10 mai, les forces spéciales de la Task Force Sabre attaquent un campement djihadiste près de Gorom-Gorom et délivrent quatre otages — deux Français, une Sud-Coréenne et une Américaine. Deux militaires français et quatre djihadistes sont tués lors de l'affrontement,,.
Mais les massacres se multiplient. Le 9 juin, 19 civils sont tués dans une attaque à Arbinda,. Le 18 juin, des hommes armes abattent 17 à 18 personnes dans le village de Béléhédé. Le 22 juin, quinze habitants des villages de Sagho et de Toekédogo, dans le département de Barsalogho, sont tués lors d'un raid. Dans la nuit du 25 au 26 juillet, 22 autres villageois sont tués dans une attaque à Dibilou, près de la ville Kaya,.
Le 19 août, au moins 24 soldats sont tués dans une attaque à Koutougou, la plus meurtrière menée contre l'armée depuis le début des violences en 2015. Le 8 septembre, dans la province du Sanmatenga, 14 à 19 personnes sont tuées lorsqu'un camion de transport saute sur un engin explosif entre Barsalogho et Guendbila, tandis que quatorze triporteurs civils trouvent la mort dans une attaque des djihadistes contre un convoi de vivres entre Dablo et Kelbo,. Le 9 septembre, six gendarmes sont tués dans une embuscade à Inata. Dans la nuit du 19 au 20 septembre, au moins cinq soldats sont tués dans une embuscade près de Toéni. Le 23 septembre, neuf civils sont tués dans deux attaques à Pissélé et Boulkiba,. Le 28 septembre, des hommes armés assassinent neuf personnes à Komsilga, dans la commune de Zimtanga, puis sept personnes sont battues à Dénéon, situé dans la même commune. Dans la nuit du 30 septembre au 1er octobre, six personnes sont tuées à Kargo, toujours dans la commune de Zimtanga. Le soir du 4 octobre, une attaque sur un site d'orpaillage à Dolmané dans la commune d'Arbinda, fait 23 morts,. Le soir du 11 octobre, 14 personnes sont massacrées dans une mosquée à Salmossi,. Dans la nuit du 18 au 19 octobre, six soldats et policiers sont tués dans deux attaques à Bahn et Yensé,. Le soir du 20 octobre, neuf civils sont assassinés à Zoura,. Le 23 octobre, six soldats sont tués dans deux embuscades à Guindbila et Sidogo, deux villages de la commune de Barsalogho. Dans la nuit du 26 au 27 octobre, 13 à 15 civils sont tués à Pobé-Mengao,,. Le 3 novembre, le député-maire de Djibo et trois personnes de son entourage sont tuées dans une embuscade à Gaskindé. Le 4 novembre, les djihadistes tuent cinq gendarmes et cinq civils dans une attaque à Oursi. Le 6 novembre, un convoi de la société minière SEMAFO tombe dans une embuscade entre Ougarou et Boungou : 39 civils sont tués et 60 sont blessés,.
En novembre, l'armée burkinabée revendique plusieurs succès contre les djihadistes. Elle affirme ainsi avoir mené deux opérations les 15 et 16 novembre, au cours desquelles 24 djihadistes auraient été tués dans la forêt de Yorsala et huit autres près de Bourzanga,. Elle déclare avoir repoussé une attaque à Arbinda le 20 novembre et tué 18 assaillants contre un seul tué du côté des gendarmes,. Elle revendique également le démantèlement d'un cellule clandestine dans la province de Nahouri le 29 novembre et la neutralisation de six hommes d'Ansarul Islam.
Le soir du 30 novembre, une vingtaine d'hommes armés attaquent le poste de police Yendéré, près de la frontière avec la Côte d'Ivoire, faisant deux blessés,. Le 1er décembre, 14 civils, dont des enfants, sont massacrés dans une église protestante à Hantoukoura,.
Le 9 décembre, dans le nord du Burkina Faso, une patrouille de chasseurs Mirage largue quatre bombes sur un groupe de djihadistes rassemblés pour une attaque et tue une quinzaine de ces derniers.
Le 24 décembre, 200 à 300 djihadistes de l'État islamique dans le Grand Sahara attaquent la localité d'Arbinda,. Ils massacrent 35 civils, en majorité des femmes, mais sont repoussés en laissant derrière eux 30 à 80 morts contre sept tués du côté des militaires burkinabés,. La nuit suivante, le Groupe de soutien à l'islam et aux musulmans tue onze militaires dans une embuscade à Hallalé, près de Tongomayel.
Selon l'ONG Armed Conflict Location & Event Data Project, les violences se sont aggravées de 174 % en 2019, avec près de 1 300 civils tués et 860 000 déplacés.

### 2020
Le 4 janvier 2020, un bus transportant principalement des collégiens saute sur un engin explosif entre Toéni et Tougan, tuant quatorze civils. Le 20 janvier, des djihadistes attaquent les villages de Nagraogo et Alamou, près de Barsalogho dans la province de Sanmatenga, et massacrent 36 civils,,. Le 21 janvier, le parlement burkinabé adopte une loi permettant le recrutement de volontaires locaux pour appuyer la lutte contre les djihadistes,. L'idée avait été lancée par le président Kaboré en novembre 2019.
Le 25 janvier, le village de Silgadji est attaqué et au moins 39 civils sont tués,,,,. L'armée perd quant à elle au moins six hommes le 28 janvier dans une embuscade entre Madjoari et Pama, dans la province de Kompienga.
Le 16 février, une attaque contre l'église protestante de Pansi lors des cérémonies dominicales fait vingt-quatre morts (dont le pasteur) et une vingtaine de blessés parmi la population, une semaine après l'enlèvement et la mort de cinq personnes (dont un pasteur) dans la commune voisine de Sebba,,.
Le 29 février, la ville de Sebba est visée par une attaque au cours de laquelle dix policiers trouvent la mort.
Le 8 mars, les villages de Barga-Peulh et Dinguila-Peulh, dans le département de Barga, subissent une attaque de groupes d'autodéfense, en représailles aux actions jihadistes auxquelles sont accusés de participer fréquemment des Peuls, qui fait une quarantaine de morts.
Le 9 avril, cinq soldats sont tués, trois blessés et quatre portés disparus lors d'une attaque à Sollé. Le même jour, 31 habitants de Djibo sont exécutés sommairement par des militaires. Le 29 mai, l'attaque d'un convoi de commerçant fait 15 morts dans le Nord. Le 30 mai, l'attaque du marché de Kompienbiga fait 25 à 37 morts,,. Le 31 mai, un convoi humanitaire est attaqué au nord de Barsalogho : treize personnes (sept gendarmes et six civils) sont tués, une quarantaine blessées et six autres portées disparues. Le 7 août, une vingtaine de civils sont abattus par des hommes armés non identifiés dans le marché de Namoungou.
En octobre 2020, pensant que leur région connait une accalmie dans les violences, une cinquantaine de réfugiés décident de regagner leurs villages. Cependant leur convoi tombe dans une embuscade dans la nuit du 5 au 6 octobre à une dizaine de kilomètres de Pissila : les femmes et les enfants sont épargnés mais 25 hommes sont tués par balles.

### 2021

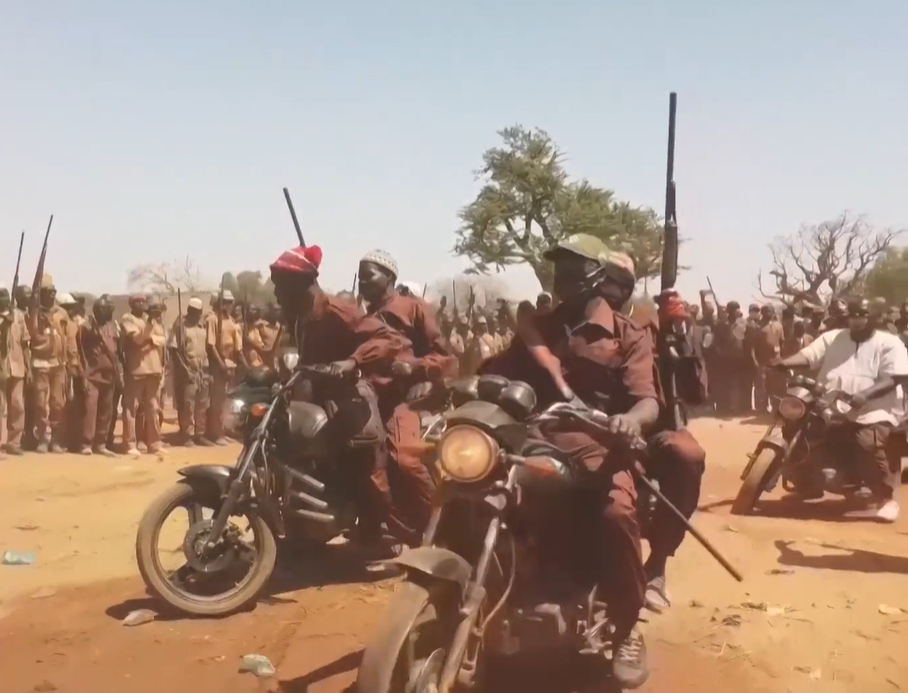
Miliciens des Volontaires pour la défense de la patrie (VDP) en 2021.

Dans la nuit du 4 au 5 juin, au moins 160 civils sont massacrés à Solhan par une unité du Groupe de soutien à l'islam et aux musulmans.
Le 4 août, des attaques djihadistes dans les environs de Markoye font 30 morts, militaires et civils. Le 8 août, douze militaires sont tués dans une embuscade au village de Dounkoun, dans la commune de Toéni. Le 18 août, 47 civils, militaires et miliciens sont tués dans l'attaque d'un convoi à Boukouma, près de Gorgadji.
Le 14 novembre, la gendarmerie d'Inata, dans l'ouest de la province du Soum, est attaquée par des djihadistes du GSIM et 53 militaires sont tués. Le 21 novembre, une nouvelle attaque à Foubé cause la mort d'au moins neuf gendarmes et d'une dizaine de civils.

### 2022

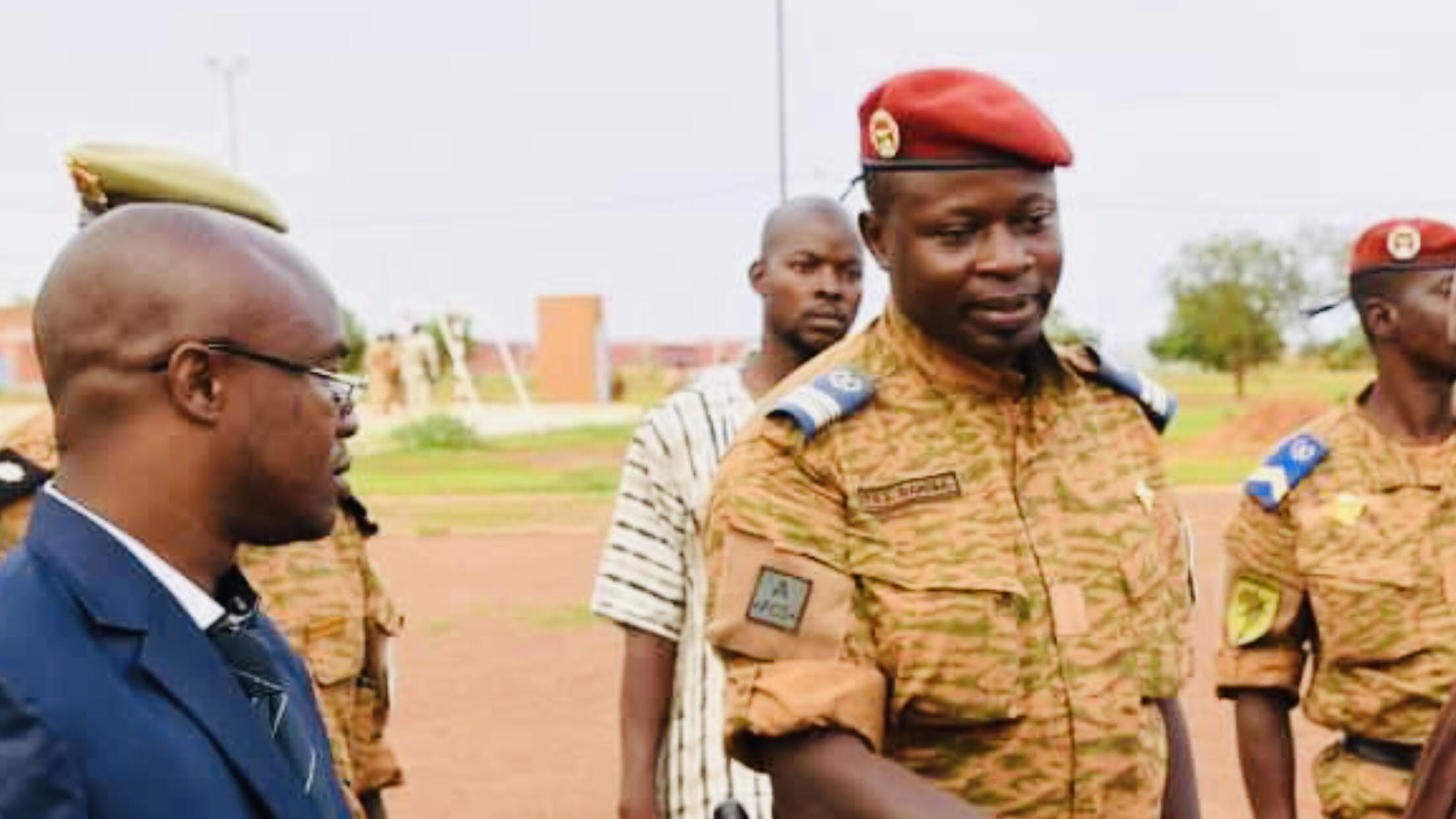
Le lieutenant-colonel Paul-Henri Sandaogo Damiba, le 27 janvier 2022, à Ouagadougou.

Le 1er janvier 2022, l'armée burkinabè repousse une attaque à Gomboro et revendique la mort de 29 djihadistes, contre onze blessés dans ses rangs.
Entre le 16 et le 23 janvier 2022, les forces burkinabè et les forces françaises de Barkhane mènent une opération dans les régions de Gorom-Gorom et Djibo et tuent près de 60 djihadistes lors de quatre actions.
Le 23 janvier, un coup d'État mené par l'armée renverse le président Roch Marc Christian Kaboré et porte au pouvoir le lieutenant-colonel Paul-Henri Sandaogo Damiba.
Le vendredi 8 avril un camp de l'armée Burkinabè est attaqué par des djihadistes du Groupe de soutien à l'islam et aux musulmans vers 5 h du matin faisant 16 morts et 21 blessés.
Le 19, mai au moins onze militaires et quinze djihadistes sont tués dans des combats à Madjoari. Le 21 mai, une centaine de djihadistes du GSIM attaquent un détachement militaire burkinabè à Bourzanga, mais est repoussé par l'intervention des forces aériennes, avec perte d'une trentaine d'hommes.
Le 26 mai, l'armée burkinabè mène une opération près de Tongomayel, dans la province du Soum, et revendique la mort de 12 djihadistes, dont un chef, Tidiane Djbrilou Dicko.

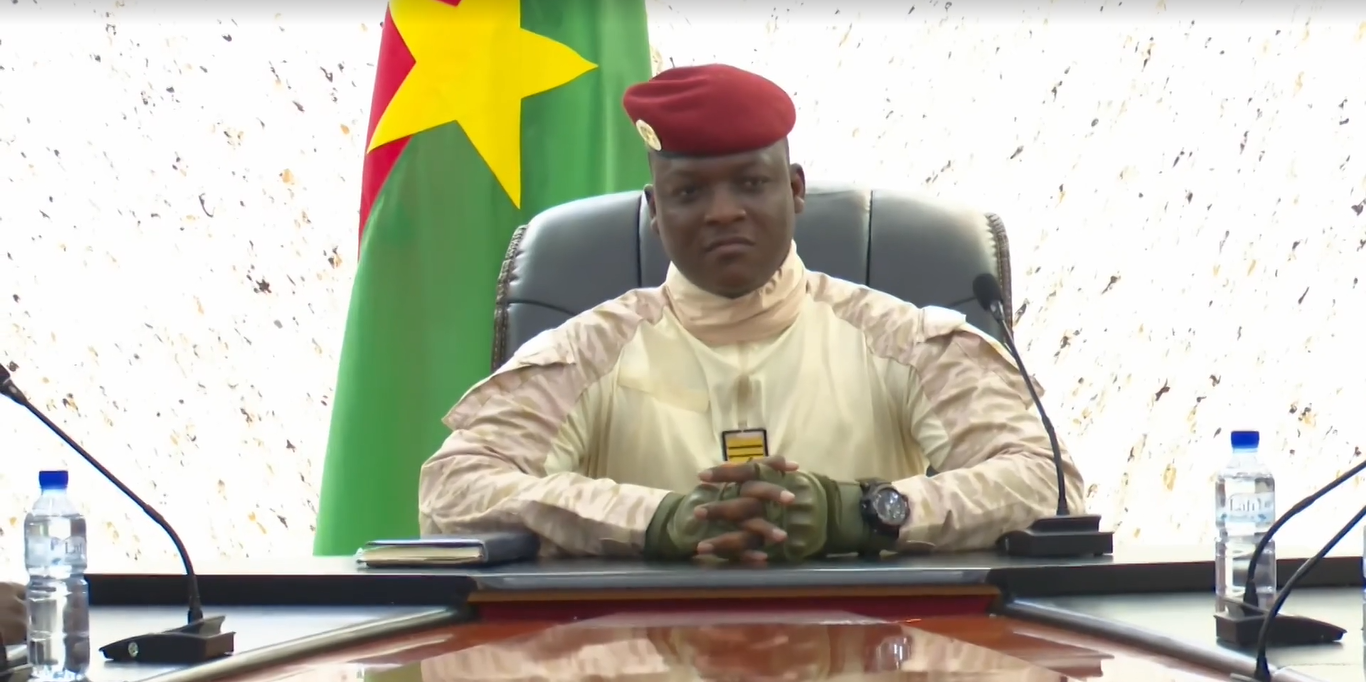
Le capitaine Ibrahim Traoré, le 24 juillet 2023.

Le gouvernement annonce en octobre 2022 le recrutement de 50 000 volontaires (au sein des Volontaires pour la défense de la patrie) pour épauler l'armée dans sa lutte contre les djihadistes. En novembre 2022, après la campagne de recrutement, le gouvernement se retrouve avec 90 000 volontaire engagés contre le djihadisme.
Le 26 septembre, un convoi de ravitaillement pour la ville de Djibo tombe dans une embuscade au niveau du village de Gaskindé. L'attaque cause la mort d'au moins 27 militaires et 10 civils, sans compter plusieurs disparus,. Cette défaite provoque un mouvement de colère au sein de l'armée burkinabè et précipite un coup d'État, qui renverse le lieutenant-colonel Damiba et porte au pouvoir le capitaine Ibrahim Traoré,.

### 2023
Le 23 janvier, le porte-parole du gouvernement demande le départ des forces spéciales françaises présentes sur son sol. Les 400 militaires français de la force Sabre se retirent alors du pays pendant le mois de février,. Le 19 février, l'armée burkinabè annonce que « l’état-major général des armées et le commandement de la force Sabre ont organisé ce samedi 18 février 2023 dans l’enceinte du camp Bila Zagré à Kamboincin, une cérémonie solennelle de descente de drapeaux marquant la fin officielle des opérations » françaises.
Le pays continue cependant de subir des attaques djihadistes meurtrières. Le 17 février, au moins 51 soldats sont tués dans une embuscade de l'État islamique à Tin-Ediar, entre Déou et Oursi. Le 20 février, au moins 15 soldats sont tués et des dizaines d'autres portés disparus lors d'une attaque contre le village de Tin-Akoff. Le 26 février, une attaque à Partiaga aurait fait une soixantaine de victimes,. Le 15 avril, au moins 40 soldats et miliciens sont tués à Aoréma. Le 26 juin, des attaques djihadistes à Namsiguia et Noaka font des dizaines de tués de part et d'autre. Le 6 août, au moins 22 commerçants sont massacrés par des djihadistes entre Cinkansé et Bitou, dans la région du Centre-Est. Le 4 septembre, 53 militaires et miliciens sont tués à Koumbri.
Le 20 avril, en représailles à l'attaque d'Aoréma, des militaires d'un bataillon d'intervention rapide (BIR) massacrent au moins 136 à 200 habitants du village de Karma,.
Le 26 novembre, la ville et le camp militaire de Djibo subissent une attaque d'ampleur de la part du GSIM. Les djihadistes prennent d'assaut le camp militaire et se rendent maîtres de la ville, mais ils sont contraints de battre en retraite à la suite de l'intervention de drones armés burkinabés. Au moins plusieurs dizaines de militaires, de djihadistes et de civils trouvent la mort lors de ces affrontements,.

### 2024
En 2023, le Burkina Faso engage une coopération militaire avec la Russie. En juillet, Ibrahim Traoré rencontre Vladimir Poutine à Moscou. En décembre, des paramilitaires russes de l'Africa Corps s'installent dans la base militaire de Loumbila, au nord-est de Ouagadougou. Des images tournées le 25 juillet 2024 à Ouagadougou lors d'une cérémonie officielle montrent pour la première fois des militaires russes s'afficher au grand jour au Burkina Faso. À l'été 2024, le nombre de militaires ou de paramilitaires russes présents au Burkina Faso est estimé entre 200 et 300, dont des membres de l'Africa Corps et de la Brigade Bear, une société militaire privée liée au GRU, chargée d'assurer la protection de certaines personnalités, dont probablement celle du chef de la junte, le capitaine Ibrahim Traoré,,. Cependant, en août 2024, après seulement trois mois de présence, les 100 paramilitaires de la Brigade Bear se retirent du Burkina Faso afin de retourner combattre en Ukraine.
Selon Acled, les violences au Burkina Faso font 439 morts au cours du seul mois de janvier 2024.
Le 7 février, le village de Galgnoini, dans la commune de Tigba, dans la région de l'Est, est attaqué par les djihadistes qui tuent une cinquantaine de civils et de miliciens des VDP. Le 25 février, les djihadistes massacrent plusieurs dizaines de personnes dans une mosquée à Natiaboani, dans la région de Gourma. Le même jour, une attaque contre une église catholique à Essakane, dans la région du Sahel fait 15 morts. Dans les villages de Komsilga, Nodin et Soroe, près de Thiou, dans la région Nord, l'armée burkinabée massacre 223 civils en une seule journée,. Le 29 février, les troupes d'un Bataillon d'intervention rapide (BIR) fusillent 150 civils dans les villages de Bibgou et Soualimou, à Gayéri, dans la province de Komondjari,. En mai, des convois militaires massacrent environ 400 civils dans l'est du pays.
Les djihadistes poursuivent également leurs attaques contre l'armée burkinabée. Le 31 mars, une attaque du GSIM à Tawori, près de Kalbouli, cause la mort d'au moins 73 personnes, militaires, miliciens et civils. Le 11 juin, le GSIM s'empare du camp et du village de Mansila, où les militaires laissent au moins une centaine de tués. Le 29 juin, au moins 28 miliciens des VDP et dix civils trouvent la mort à Tougouri. Le même jour, 24 soldats sont tués lors d'un accrochage dans la région du Centre-Est. Le 30 juin, au moins 76 personnes sont tuées à Partiaga, dont une majorité de soldats et de miliciens des VDP. Le 31 juillet, une cinquantaine de soldats sont tués dans une attaque du GSIM à Napadé. Le 8 août, au moins 150 à 200 militaires sont tués dans une embuscade près de Nassougou,. Le 24 août, à Barsalogho, des djihadistes du GSIM abattent au moins 300 à 400 civils et miliciens en train de creuser des tranchées autour de la ville,.

### 2025
Le 8 janvier 2025, un camp des Forces armées béninoises est attaqué à la frontière entre le Bénin, le Burkina Faso et le Niger. 28 militaires béninois et une quarantaine d'assaillants sont morts. 121 soldats béninois ont été tués entre 2021 et décembre 2024.
Le 22 janvier, le GSIM mène une attaque contre la ville de Sebba, qui cause des dizaines de morts et de blessés parmi les militaires et les civils.
En mars, l'armée burkinabée revendique la mort de 73 djihadistes du GSIM, lors d'une riposte menée à suite d'une attaque djihadiste dans la province de Sourou, le 10 février.
Les 10 et 11 mars 2025, au moins 58 civils peuls sont massacrés à Solenzo et ses envions par des miliciens des VDP.
Le 28 mars, le GSIM prend d'assaut le camp militaire de Diapaga, tuant une cinquantaine de militaires et de miliciens des VDP. Il s'empare ensuite du camp de Komandougou le 8 avril et de Soudougui le 24.
Le 11 mai, le GSIM attaque la base militaire et la ville de Djibo faisant au moins plusieurs dizaines de morts, tant militaires que civils. Le même jour, des attaques ont également lieu dans les villes de Sollé, dans la région Nord et Sangha, dans la région Centre-Est. Le 13 mai, les djihadistes s'emparent de la ville de Diapaga et de sa prison, où ils libèrent de nombreux détenus,.
Le 21 mai, au moins 105 civils sont tués par un convoi militaire burkinabé dans plusieurs villages des communes de Dori et Gorgadji.

## Bilan humain
Au Burkina Faso, 70 civils et 48 membres des forces de sécurité sont tués dans des attaques djihadistes entre avril 2015 et le 15 septembre 2018. Le 2 novembre 2019, le gouvernement burkinabé annonce que 204 de ses soldats ont été tués dans des attaques djihadistes depuis 2015, tandis que l'AFP affirme avoir recensé 630 morts civils et militaires.
Selon un décompte de l'AFP, 400 personnes ont été tuées au Burkina Faso entre 2015 et mai 2019.
Selon Human Rights Watch, au moins 256 civils ont été assassinés par les djihadistes au Burkina Faso, entre avril 2019 et janvier 2020.
Entre le 4 avril 2015 et le 31 mai 2020, l'observatoire pour la démocratie et les droits de l'homme (ODDH) répertorie 436 militaires burkinabés tués et 310 blessés par les djihadistes, 1 219 civils tués et 349 blessés par les djihadistes et 588 civils tués par les forces armées burkinabées.
Début décembre 2023, l'ONG Armed Conflict Location and Event Data project (Acled) estime que le conflit a fait plus de 17 000 morts depuis 2015, dont au moins 6 000 depuis le début de l'année 2023. En septembre 2024, le bilan montre à 26 000 morts, dont 15 500 depuis le coup d'état de septembre 2022.

## Déplacés

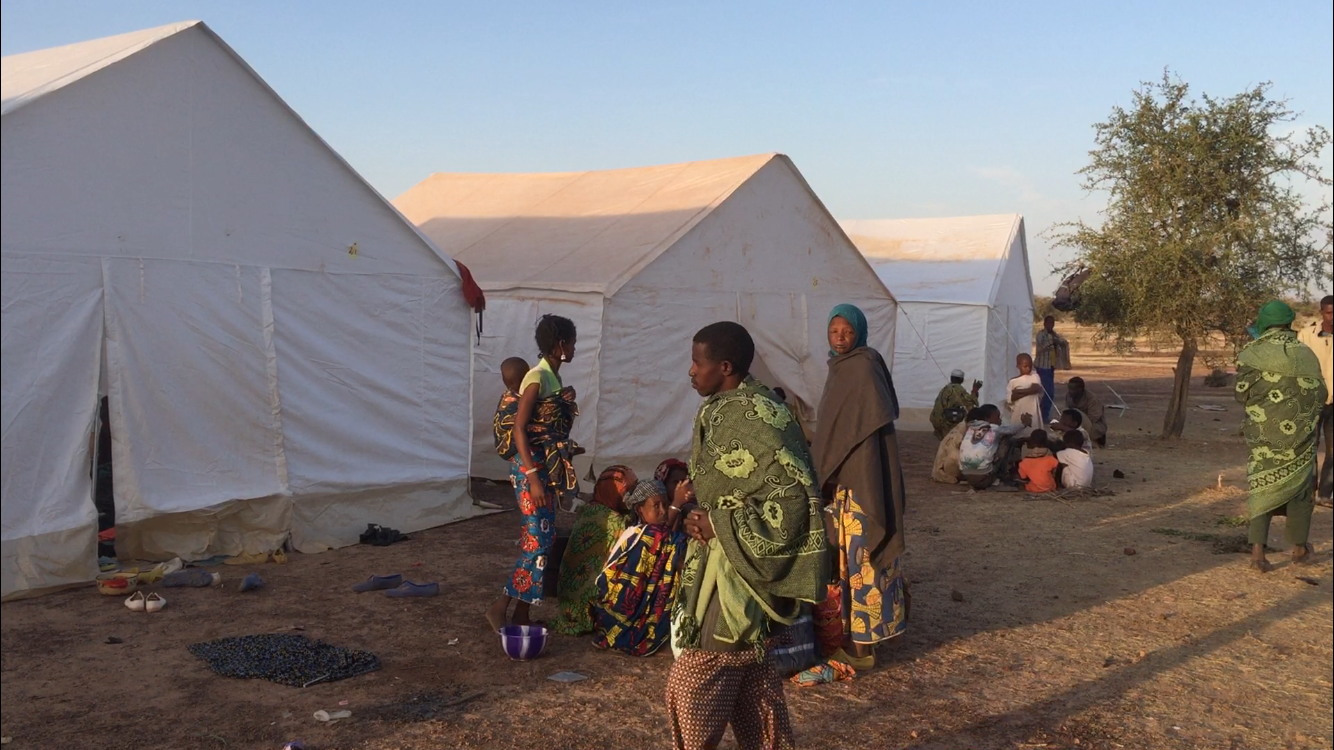
Des réfugiés peuls, pour certains rescapés de Yirgou, à Barsalogho, le 15 janvier 2019.

Le 11 octobre 2019, le Haut Commissariat des Nations unies pour les réfugiés affirme que les violences dans le nord du Burkina Faso ont fait 486 000 déplacés, dont 267 000 lors des trois derniers mois. La plupart de réfugiés s'enfuient vers les grandes villes du centre du pays, 16 000 partent à l'étranger.